# Ghislaine Royer-Souef
Ghislaine Royer-Souef (Reims, Francia, 15 de enero de 1953) es una exjugadora de la Federación Francesa de Fútbol. Realizó su carrera en el equipo de fútbol femenil francés Stade de Reims y más tarde participó en la selección femenil de Francia. Jugó en la posición de portera durante toda su carrera. Ghislaine Poyer-Souef es considerada una de las pioneras del fútbol femenil, ya que participó en la formación de la primera selección francesa femenil de fútbol.

## Carrera futbolística
El interés de Ghislaine Royer-Souef por el fútbol surgió a temprana edad. Comenzó como la recogepelotas de su hermano y, finalmente, pasó a jugar en equipos mixtos en su campo de fútbol local. A los 15 años, tras recibir un anuncio en el que se buscaban jugadoras de fútbol, Ghislaine comenzó su carrera futbolística en el Stade de Reims en la liga División 1 Féminine de fútbol. Formó parte de la plantilla titular desde junio de 1968 hasta junio de 1979. Durante este tiempo, Ghislaine y su equipo ganaron tres copas del campeonato francés (1975, 1976 y 1977). 
Sin embargo, al inicio de su carrera en el Stade de Reims, no existía una federación de fútbol femenil con licencia. Al incorporarse a la Federación Italiana de Fútbol Femenino (FIEF), la Federación Francesa de Fútbol (FFF) se dio cuenta del beneficio potencial de implementar una liga femenil, dando lugar a su creación. El equipo de Ghislaine fue entonces reconocido por la FFF y comenzó a jugar partidos en todo el mundo. Ghislaine llegó a ser una de las primeras jugadoras de la selección femenil francesa, siendo llamada a jugar 7 veces entre 1971 y 1976. Su debut fue el 17 de abril de 1971 en un partido contra Holanda, cuya victoria por 4-0 le dio a la selección francesa el pase a la Copa Mundial Femenina de Fútbol de 1971 con sede en México. La última aparición de Ghislaine con la selección femenil francesa fue el 30 de mayo de 1976, en un partido amistoso contra Bélgica (derrota por 1-2). Ghislaine nunca recibió un salario por su participación en ninguno de los equipos de los que formó parte.

## Influencia
Además de ser una de las pioneras del fútbol femenil, el impacto de Ghislaine es visible en la actualidad. Si bien no tenía una agenda feminista específica al introducir el fútbol femenil en Francia, quería que las mujeres pudieran disfrutar de lo que les apasionaba independientemente de las barreras de género. Algunos periodistas incluso la criticaron por dejar de lado sus quehaceres domésticos para jugar al fútbol, pero ella no dejaba que eso la afectara, dedicándose simplemente a jugar. El 25 de abril de 2018 se estrenó la película francesa Comme des Garçons o "Let the Girls Play". Esta película reinventa la trayectoria de las mujeres en la creación de una asociación deportiva sin género, concretamente en el fútbol francés.